# Porus (Jamajka)
Porus – miasto na Jamajce, w regionie Manchester.